# Anastrepha minuta
Anastrepha minuta är en tvåvingeart som beskrevs av Stone 1942. Anastrepha minuta ingår i släktet Anastrepha och familjen borrflugor. Inga underarter finns listade i Catalogue of Life.